# Ammothella panamensis
Ammothella panamensis là một loài nhện biển trong họ Ammotheidae. Loài này thuộc chi Ammothella. Ammothella panamensis được miêu tả khoa học năm 2004 bởi Child.